# Polypodium angustilobum
Polypodium angustilobum là một loài dương xỉ trong họ Polypodiaceae. Loài này được Ettingsh. mô tả khoa học đầu tiên năm 1865.
Danh pháp khoa học của loài này chưa được làm sáng tỏ. 